# Високоміцна сталь
Високоміцна́ сталь (англ. high-strength steel) — конструкційна легована сталь з границею міцності понад 1500 МПа (найміцніші досягають σв = 3000 МПа), що забезпечується підбором хімічного складу та оптимальною термічною обробкою. Високоміцні сталі також характеризуються високими значеннями границі плинності σ0,2 = 1350…1400 МПа.

## Загальні дані
Міцність сталі підвищується внаслідок мартенситного перетворення, наклепу, утворення твердих розчинів тощо. Звичайно високоміцні сталі одержують комбінуванням способів зміцнення. Для поліпшення властивостей деякі високоміцні сталі виплавляють з чистої шихти, піддають вакуумуванню і термомеханічній обробці. Мартенситностаріючі сталі зміцнюються внаслідок мартенситного перетворення при гартуванні і особливо — дисперсійного твердіння при відпуску. Крім високої міцності, вони відзначаються значною в'язкістю.
Високоміцний стан може досягатись при використанні мало- та середньо- комплексно легованих сталей після гартування та низького відпуску. Однак при цьому знижуються пластичність і ударна в'язкість сталі, що може призвести до крихких руйнувань деталей та конструкцій. Застосування низьковідпущених високоміцних сталей можливе за умови відсутності динамічних навантажень.
Високоміцні сталі знайшли застосування в авіації та ракетній техніці, так як вони дозволяють при заданій міцності знизити масу конструкції. Щоб отримати високу міцність слід провести відповідне легування, забезпечити високу чистоту металу, отримати структуру за рахунок термообробки, яка б забезпечувала комплекс заданих механічних характеристик.
Високу міцність і твердість можна отримати і у звичайних вуглецевих сталях після гартування і низького відпуску, але при цьому така сталь має велику крихкість, тобто не може чинити опір ударним навантаженням. Тому такі сталі відносити до високоміцних можна лише умовно. До високоміцних відносять лише ті сталі, які характеризуються високим опором крихкому руйнуванню КIC > 200…300 кДж/м².

## Склад
Для підвищення в'язкості сталі, в неї зазвичай вводять значну кількість Ni, Mo, Mn. Для покращення прогартовуваності сталь повинна містити Cr, Si. Для утворення зміцнювальних інтерметалідних фаз додають Ti, Al, W. Попри те, що вуглець є найзначнішим зміцнювачем, збільшення його концентрації веде до зниження в'язкості. Тому вміст вуглецю зазвичай не перевищує 0,3…0,4%. А в деяких сталях, де вимагається великий запас в'язкості вміст вуглецю не перевищує 0,03%. Багато марок сталей виплавляють таким чином, щоб добитись в них підвищеного вмісту азоту. Азот сумісно з вуглецем утворює в сталях карбіди, що ефективно зміцнюють сталь.

## Класифікація
В залежності від хімічного складу і властивостей високоміцні сталі поділяються на групи:
- високоміцні маловуглецеві низьколеговані сталі;
- високоміцні середньовуглецеві низьколеговані сталі;
- високоміцні леговані сталі:
  - мартенситностаріючі сталі;
  - сталі з метастабільним аустенітним станом.

### Високоміцні маловуглецеві низьколеговані сталі
Високоміцні низьколеговані сталі (англ. High-strength low-alloy steel, HSLA) — сталі, що містять вуглець в межах 0,1…0,25%. Для підвищення в'язкості у сталь додатково вводять 1…1,8% Mn. Для підвищення прогартовуваності — до 0,9% Cr.
З метою досягнення потрібних механічних характеристик такі сталі піддають гартуванню (500…600 ºС) та низькому відпуску. Після термооброблення отримується мартенсит відпуску. Зміцнення відбувається за рахунок утворення карбідів, нітридів, а також інтерметалідних фаз.
Марки сталей за ГОСТ 19281-89: 09Г2, 09Г2Д, 12ГС, 16ГС, 14Г2, 17ГС, 09Г2С, 09Г2СД, 14ХГС, 15ХСНД, 10ХНДП, 17Г1С, 10Г2С1, 10Г2С1Д, 15ГФ, 15ГФД, 10Г2Б, 10Г2БД, 10ХСНД, 15Г2СФ, 15Г2СФД, 14Г2АФ, 12Г2Б, 16Г2АФ, 15Г2АФД, 14Г2АФД, 18Г2АФ, 18Г2АФД.
Границя міцності може досягати значень σв = 1000…1500 МПа.

### Високоміцні середньовуглецеві низьколеговані сталі
Високоміцні середньовуглецеві низьколеговані сталі (англ. medium-carbon ultrahigh-strength steels) — конструкційні низьколеговані сталі із вмістом вуглецю 0,3…0,55% та концентрацією легувальних елементів до 8%.
Високий рівень міцності (до σв = 1300 МПа) можна отримати в середньовуглецевих низьколегованих сталях, (30ХГСН2А, 20ХГНР), при застосуванні гартування (900…950 °C) з низьким відпуском (при температурі 200…260 °C) або ізотермічного гартування з отриманням структури нижнього бейніту.
Після ізотермічного загартування середньовуглецеві леговані сталі мають дещо меншу міцність, але більшу пластичність і в'язкість. Тому вони є надійнішими в роботі, ніж загартовані з низьким відпуском. При високому рівні міцності загартовані з низьким відпуском середньовуглецеві сталі мають підвищену чутливість до концентраторів напружень, схильні до крихкого руйнування, тому їх рекомендується використовувати для роботи в умовах плавнозмінного вантаження. Дані сталі використовуються для виготовлення важко навантажених деталей та кріпильних виробів.
Хімічний склад: 0,3…0,4% С, 1…2% Mn, 1…2% Ni, 0,5…1% Cr, 0,5…1,5% Si, 0,2…0,4% Mo, до 0,2% Ti.
Типовий режим термообробки: повне гартування + відпуск (200…400 ºС).
Основні сталі групи: 30ХГСН2А, 40ХСН2МА.

### Високоміцні леговані сталі

#### Мартенситно-старіючі сталі
Мартенситно-старіючі сталі (англ. maraging steel) — безвуглецеві (вуглецю менше 0,03%) сплави заліза з нікелем (8..25%), додатково леговані кобальтом, молібденом, титаном, алюмінієм, хромом та іншими елементами.
Завдяки високому вмісту нікелю, кобальту і малій концентрації вуглецю в результаті загартування у воді або на повітрі проходить фіксація високопластичного, але маломіцного залізо-нікелевого мартенситу, пересиченого легуючими елементами. У такому стані сталі можуть піддаватись пластичному деформуванню та обробленню різанням. Основне зміцнення відбувається в процесі старіння (відпуску при температурі 450…550 °C) за рахунок виділення з мартенситної матриці когерентно з нею зв'язаних дрібнодисперсних інтерметалідних фаз (Ni3, NiTi, Fe2Mo, Ni3(Ti,Al)), що розташовуються навколо дислокацій і блокують їх рух. В результаті різко зростає міцність і твердість.
Мартенситно-старіючі сталі мають високу конструкційну міцність в інтервалі температур від кріогенних до 500 °C і рекомендуються для виготовлення корпусів ракетних двигунів, стволів артилерійської і стрілецької зброї, корпусів підводних човнів, батискафів, високонавантажених дисків турбомашин, зубчастих коліс, шпинделів, чер'вяків тощо. З усіх високоміцних сталей вони знайшли найбільше використання. Це пояснюється вдалим поєднанням високих механічних та технологічних характеристик (мають добру зварюваність, високу корозійну стійкість, не зазнають термічних напружень і деформацій при гартуванні).
Мартенситно-старіючі сталі переважають за конструкційною міцністю та технологічністю середньовуглецеві леговані сталі. Вони мають малу чутливість до надрізів, високий опір до крихкого руйнування і низьким порогом холодноламкості при границі міцності, що досягає σв = 2000 МПа (границя текучості σ0,2 = 1800 МПа) .
Щоб отримати такі властивості сталь повинна містити 12…20% Ni, 8…12% Co, 5…10% Mo, 1…2% Ti, до 0,5% Cu. Легування Co збільшує ефект старіння. Значна кількість Ni веде до різкого зниження температури початку мартенситного перетворення. 
Найвідоміші марки: 03Н18К9М5Т, 04Х11Н9М2Д2ТЮ.

#### Сталі з метастабільним аустенітним станом
Сталі з метастабільним аустенітним станом (англ. transformation-induced plasticity, TRIP) — сталі, у яких через значну кількість Ni, Mo, Mn після гартування від 1000…1100 °C не відбувається мартенситного перетворення, тобто структура залишається аустенітною.
Ці сталі характеризуються найкращим поєднанням міцності і в'язкості. Томі їх можна вважати найнадійнішими конструкційними матеріалами. Поєднання високих механічних властивостей забезпечується хімічним складом (С до 0,3 %, Ni до 25 %, Mo до 4 %, Mn 10-12 %, Cr 10-12 %, Si до 2 %) та технологією обробки.
Якщо таку сталь піддати деформуванню, то наклеп викликає перехід аустеніту у нестабільний стан. Ступінь деформації обирається таким, щоб отримати у даній сталі нестійкий стан, що при наступному охолодженні чи додатковому деформуванні буде викликати у ній мартенситне перетворення. Перехід аустеніту в мартенсит буде спостерігатись не у всьому об'ємі деталі, а лише в тих місцях, де з'являються локальні мікротріщини. Утворення мікротріщин супроводжується локальною пластичною деформацією її вершини, що викликає мартенситне перетворення та зростання міцності і руйнування припиняється. У зв'язку з цим, деформування зосереджується у сусідніх об'ємах. Такий ефект самозміцнення в процесі експлуатації дозволяє деталям працювати тривалий час без загрози руйнування. Перетворення аустеніту в мартенсит не дає можливості локалізуватись деформації, шийка у зразка при випробуванні на розтяг не утворюється, завдяки чому реалізується висока пластичність сталі.
У результаті такої обробки сталі набувають високої міцності (σв ≥ 1800 МПа, σ0,2 ≥ 1400 МПа) при високій пластичності (δ ≥ 30 %).
Недолік таких сталей — висока вартість, необхідність проведення теплої деформації при 300…500 °C, потреба у високо потужному технологічному обладнанні.
Основні марки сталі: 25Н24М4, 24Н21Г2С2М4, 30Х10Г10 та 14Х14АГ12.